# Tour de France 2015/2. Etappe
Die 2. Etappe der Tour de France 2015 fand am 5. Juli 2015 statt. Sie führte über 166 Kilometer von Utrecht über Rotterdam nach Neeltje Jans in den Niederlanden durch nahezu komplett flaches Terrain. Zielort war das Oosterschelde-Sturmflutwehr als Teil der niederländischen Deltawerke in der Provinz Zeeland. Anspruchsvoll war die Streckenführung entlang der Küste durch möglicherweise entstehende Windkanten. Nach 80,5 Kilometern wurde in Rotterdam ein Zwischensprint ausgetragen. Es gab keine Bergwertungen. Damit zählte die zweite Etappe als Flachetappe. Es gingen alle 198 Fahrer an den Start.

## Rennverlauf
Unmittelbar nach dem Start bildete sich eine vierköpfige Fluchtgruppe mit Jan Bárta (BOA), Stef Clement (IAM), Perrig Quéméneur (EUC) und Armindo Fonseca (BSE). Die vier Fahrer konnten maximal 2:40 Minuten auf das Hauptfeld gewinnen. Durch starken Wind kam es kurzzeitig zur Spaltung des Hauptfeldes, die vordere Gruppe versuchte, möglicherweise zurückgefallene Favoriten auf den Gesamtsieg durch eine Tempoverschärfung abzuhängen. Dadurch schrumpfte der Vorsprung der Ausreißergruppe bis kurz vor Rotterdam deutlich auf nur etwa 20 Sekunden. Noch vor dem Zwischensprint gelang den abgehängten Fahrern wieder der Anschluss an das Hauptfeld. Jan Bárta attackierte kurz vor der Zwischenwertung und sicherte sich die 20 Punkte. Den Sprint des Hauptfeldes gewann John Degenkolb vor Alexander Kristoff und Peter Sagan.
Clement und Fonseca schlossen später erneut zu Bárta auf, konnten aber keinen neuen Vorsprung aufbauen und wurden schließlich eingeholt. Unterdessen hatten sich die Wetterbedingungen verschlechtert, bei Regen kam es wiederholt zu Stürzen. Aus diesem Grund und bedingt durch den nun starken Seitenwind in Küstennähe (Windkante), kam es rund 50 Kilometer vor dem Ziel erneut zur Teilung des Pelotons. Der zweiten Gruppe gelang es trotz anfangs nur wenigen Sekunden Rückstand nicht Anschluss an die Spitzengruppe mit unter anderen Chris Froome, Alberto Contador, Fabian Cancellara, Tom Dumoulin und Tony Martin zu halten. Sie wurde vielmehr später von einer dritten Gruppe eingeholt und umfasste dann 65 Fahrer, darunter Nairo Quintana, Vincenzo Nibali, Jean-Christophe Péraud sowie Thibaut Pinot. Auch der im Gelben Trikot fahrende Rohan Dennis befand sich in der zweiten Gruppe, die mit 1:28 Minuten Abstand auf die ersten 24 Fahrer ins Ziel kam, gut dreieinhalb Minuten vor dem Hauptfeld.
Den Zielsprint gewann André Greipel vor Peter Sagan und Cancellara. Cancellara konnte sich durch den dritten Platz vier Sekunden Zeitbonifikation sichern, durch die er im Gesamtklassement an Tony Martin und dem abgehängten Dennis vorbeizog und neuer Träger des Gelben Trikots wurde. Greipel sicherte sich mit 50 Punkten aus dem Etappensieg und fünf Punkten aus dem Zwischensprint die Führung der Sprintwertung. Ins Weiße Trikot des besten Nachwuchsfahrers gelangte Tom Dumoulin.
Bemerkenswert ist das Resultat von 1:28 Minuten Rückstand von Nairo Quintana auf Chris Froome im Ziel. Damit hatte der Gesamtzweite Quintana mehr Rückstand auf den späteren Tour-Sieger als am Ende der Rundfahrt (1:12 Minuten). Somit war der Ausgang dieser Etappe womöglich vorentscheidend.

## Punktewertungen
| Zwischensprint in Rotterdam nach 80,5 km auf 0 m NAP |                        |                          |         |
| 1.                                                   | Tschechien             | Jan Bárta (BOA)          | 20 Pkt. |
| 2.                                                   | Niederlande            | Stef Clement (IAM)       | 17 Pkt. |
| 3.                                                   | Frankreich             | Armindo Fonseca (BSE)    | 15 Pkt. |
| 4.                                                   | Frankreich             | Perrig Quéméneur (EUC)   | 13 Pkt. |
| 5.                                                   | Deutschland            | John Degenkolb (TGA)     | 11 Pkt. |
| 6.                                                   | Norwegen               | Alexander Kristoff (KAT) | 10 Pkt. |
| 7.                                                   | Slowakei               | Peter Sagan (TCS)        | 9 Pkt.  |
| 8.                                                   | Vereinigtes Konigreich | Mark Cavendish (EQS)     | 8 Pkt.  |
| 9.                                                   | Frankreich             | Nacer Bouhanni (COF)     | 7 Pkt.  |
| 10.                                                  | Frankreich             | Bryan Coquard (EUC)      | 6 Pkt.  |
| 11.                                                  | Deutschland            | André Greipel (LTS)      | 5 Pkt.  |
| 12.                                                  | Niederlande            | Koen de Kort (TGA)       | 4 Pkt.  |
| 13.                                                  | Belgien                | Kenneth Vanbilsen (COF)  | 3 Pkt.  |
| 14.                                                  | Italien                | Daniele Bennati (TCS)    | 2 Pkt.  |
| 15.                                                  | Schweiz                | Michael Schär (BMC)      | 1 Pkt.  |

| Etappenziel in Neeltje Jans nach 166 km auf 0 m NAP |                        |                          |         |
| 1.                                                  | Deutschland            | André Greipel (LTS)      | 50 Pkt. |
| 2.                                                  | Slowakei               | Peter Sagan (TCS)        | 30 Pkt. |
| 3.                                                  | Schweiz                | Fabian Cancellara (TFR)  | 20 Pkt. |
| 4.                                                  | Vereinigtes Konigreich | Mark Cavendish (EQS)     | 18 Pkt. |
| 5.                                                  | Italien                | Daniel Oss (BMC)         | 16 Pkt. |
| 6.                                                  | Belgien                | Greg Van Avermaet (BMC)  | 14 Pkt. |
| 7.                                                  | Vereinigtes Konigreich | Chris Froome (SKY)       | 12 Pkt. |
| 8.                                                  | Niederlande            | Tom Dumoulin (TGA)       | 10 Pkt. |
| 9.                                                  | Deutschland            | Tony Martin (EQS)        | 8 Pkt.  |
| 10.                                                 | Frankreich             | Warren Barguil (TGA)     | 7 Pkt.  |
| 11.                                                 | Vereinigte Staaten     | Tejay van Garderen (BMC) | 6 Pkt.  |
| 12.                                                 | Vereinigtes Konigreich | Geraint Thomas (SKY)     | 5 Pkt.  |
| 13.                                                 | Spanien                | Alberto Contador (TCS)   | 4 Pkt.  |
| 14.                                                 | Kolumbien              | Rigoberto Urán (EQS)     | 3 Pkt.  |
| 15.                                                 | Frankreich             | Tony Gallopin (LTS)      | 2 Pkt.  |